# Euhesma catanii
Euhesma catanii is een vliesvleugelig insect uit de familie Colletidae. De wetenschappelijke naam van de soort is voor het eerst geldig gepubliceerd in 1949 door Rayment.